# Gordius gesserensis
Gordius gesserensis är en djurart som tillhör fylumet slemmaskar, och. Gordius gesserensis ingår i släktet Gordius, fylumet slemmaskar och riket djur. Inga underarter finns listade i Catalogue of Life.